# Pleurothallis scaberula
Pleurothallis scaberula är en orkidéart som beskrevs av Robert Allen Rolfe. Pleurothallis scaberula ingår i släktet Pleurothallis och familjen orkidéer. Inga underarter finns listade i Catalogue of Life.